# Mordechai Halberstadt
Mordechai bar Elieser Halberstadt (geboren 1686 in Halberstadt; gestorben am 23. Mai 1769 in Düsseldorf) war ein deutscher Rabbiner und Talmudgelehrter.

## Leben und Familie
Er wurde 1686 in Halberstadt als Sohn des Elieser geboren. Als Schüler des Rabbiners Zevi Hirsch Aschkenasi und des Halberstädter Gelehrten Abraham bar Judah Berlin besuchte Mordechai gegen 1730 die talmudische Hochschule (Jeschiwa) des R. Jacob Cohn (Jacub ha-Kohen) in Frankfurt am Main. Von dort zurückgekehrt wirkte er mehrere Jahre in seiner Geburtsstadt und an der dortigen Jeshiva. Annahme einer Rabbinatsstelle in Griesheim, später auch in Darmstadt. Im Jahre 1751 kam Mordechai Halberstadt nach Düsseldorf und wurde Landesrabbiner der niederrheinischen Herzogtümer Jülich und Berg. Mordechai Halberstadt hatte eine Tochter namens Miriam, die mit Isak ben Samson Coma aus Mainz (1727–1787) verheiratet war und lange vor ihrem Ehemann 1765 verstarb. Er starb am 16. Ijar (23. Mai) 1769 in Düsseldorf.

## Der Hamburger Amulettstreit
Als Kabbalist und ausgewiesener Kenner der jüdischen Mystik wurde Halberstadt auch in die Streitfragen um den Gelehrten Jonathan Eybeschütz (geboren 1690 in Krakau, gestorben 1764 in Altona) mit einbezogen, welcher von 1736 bis 1751 in Prag lehrte, nicht aber als Rabbiner. Schon 1733 hatte man ihn der Ketzerei verdächtigt und ihm ein Rabbinatsamt verweigert, das er erst 1750 in der norddeutschen Dreiergemeinde von Altona, Hamburg und Wandsbeck aufnehmen konnte. Die Rabbiner Samuel Heilmann aus Metz und Pene Jehoschua baten Halberstadt um Rat, inwiefern die mystischen Amulette Eybeschütz’ in Zusammenhang mit den Theorien des jüdischen Mystikers Sabbatai Zewi (1626–1676) standen und ob dieser tatsächlich Wunderkräfte besaß, wie es im Hamburger Volksglauben vermutet wurde. Er sollte sein Urteil über die von Eybeschütz geschriebenen Kameoth abgeben und zugleich feststellen, ob sie sabbathäisch seien. In R. Jacob Israel ben Zevi Ashkenazi aus Emden fand Eybeschütz im reichsweit wahrgenommenen „Hamburger Amulettenstreit“ seinen größten und erbitterten Gegner. Auch der Emdener Rabbiner fragte in Düsseldorf nach und wartete auf die Antwort von R. Halberstadt. Ziel des Versuchs war es, Eybeschütz zu ächten und ihn deutlich in der Gemeinschaft der deutschsprachigen Rabbiner zu isolieren. Die Antwort des Düsseldorfers zu dieser Auseinandersetzung fiel jedoch überraschend diplomatisch aus und entband die Angriffslust von Eybeschütz’ Gegnern jeglicher Energie: Er riet „von jedem persönlichen Angriff abzustehen, weil aller Wahrscheinlichkeit nach am Ende die weltlichen Behörden […] sich des nach ihrer Ansicht grundlos Verfolgten annehmen und die Angreifer den Kürzeren ziehen würden. Es sei zweckmäßiger, fügte er hinzu, einen allgemeinen, von allen rabbinischen Capacitäten unterzeichneten Hirtenbrief an alle israelitischen Gemeinden zu senden, worin der Bann über die Secte der Sabbathäer und alle diejenigen, die nur irgend an Sabbathai-Zevi, seine Mission, Grundsätze und Wunderkraft glauben“ sowie andere, die solcherlei Schutzamulette schreiben oder tragen würden, „kräftig ausgesprochen werde.“ Mit diesem Brief werde niemand persönlich angegriffen oder in seinem Ruf beschädigt.

## Wirken in Düsseldorf
In seiner Düsseldorfer Zeit kritisiert er die Lehren von Salomon Hanau außerordentlich scharf, wofür er jedoch in weiten Kreisen, so auch in den Gebetbüchern des erwähnten R. Jacob Emden und des R. W. Heidenheim, „rühmlich erwähnt“ wurde. Eine weitere Auseinandersetzung, an der Halberstadt aktiv teilnahm, bahnte sich unmittelbar nach seinem Amtsantritt in Düsseldorf an: die um die religiöse Fleischbeschau (bedika), wie sie am Niederrhein, namentlich in Kurköln und Jülich-Berg, praktiziert wurde. Ob nämlich ein innerlich (am Magen) verletztes Rind koscher oder aber zum Verzehr ungeeignet war, war eine grundlegende Frage der Halacha. Halberstadt meinte in den dazu vorliegenden Responsensammlungen Fälschungen ausgemacht zu haben. In Düsseldorf gründete er um 1762 eine Chewra Kadischa.

## Werke
Halberstadt war Autor eines nicht publizierten grammatikalischen Werkes, wohl in den 1760er Jahren, und einer Responsensammlung, der Ma’amer Mordechai, welche erst Jahre nach seinem Tod, 1790 von seinem Enkel herausgegeben und in Brünn gedruckt wurde. Auch das Gebetbuch Tefillot, das Halberstadt („Mordechai Düsseldorf“) revidiert hatte, kam erst 1774 zum Abdruck.